# Golčův Jeníkov

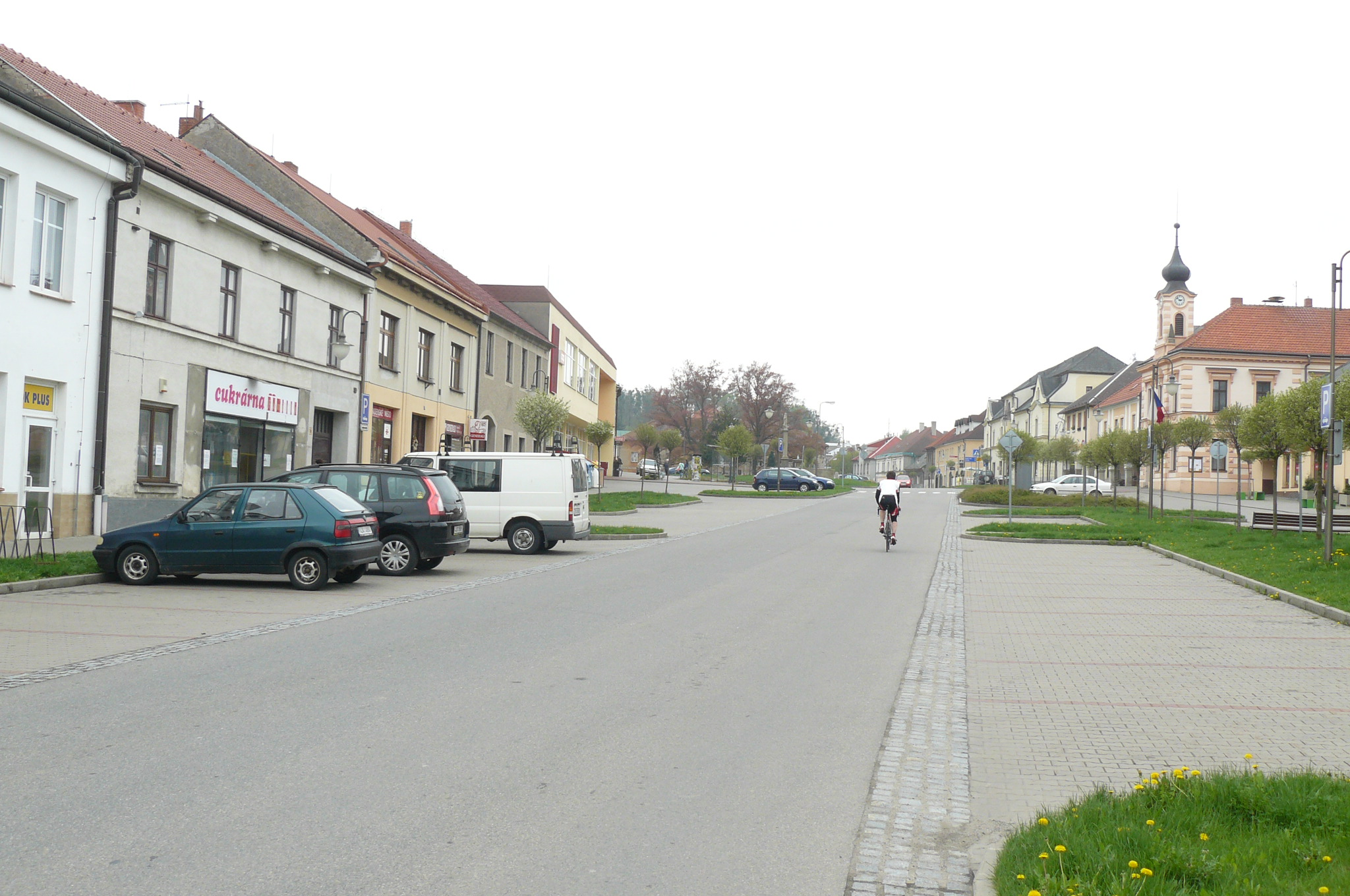
Náměstí T. G. Masaryka

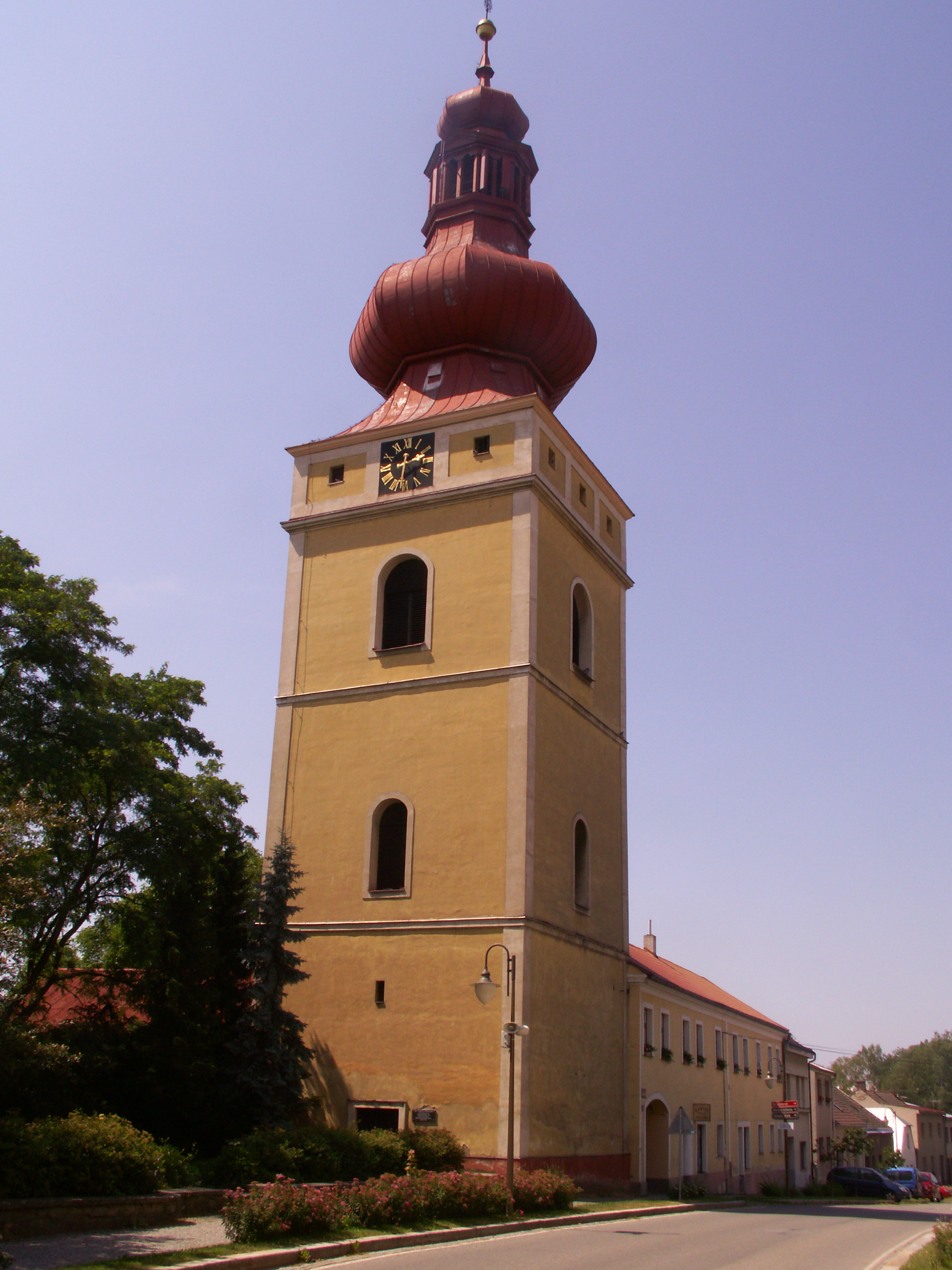
Glockenturm

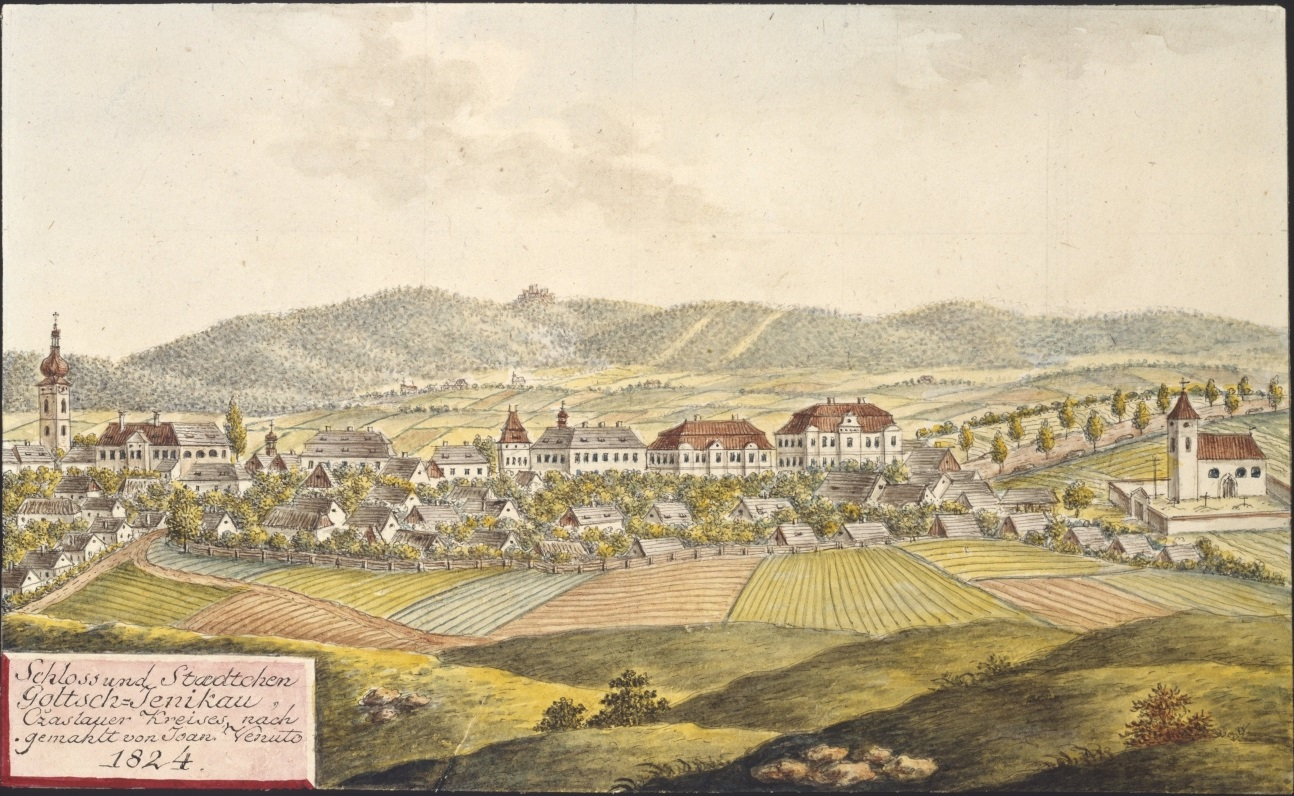
Schloss und Staedtchen Goltsch-Jenikau, Czaslauer Kreises, nachgemahlt von Joan. Venuto 1824

Golčův Jeníkov (deutsch Goltsch-Jenikau) ist eine Stadt in Tschechien. Sie liegt zwölf Kilometer südöstlich von Čáslav und gehört zum Okres Havlíčkův Brod.

## Geographie
Die Stadt befindet sich in der Böhmisch-Mährischen Höhe am Bach Váhanka bzw. Vohančický potok. Golčův Jeníkov liegt an der Staatsstraße I/38 zwischen Čáslav und Habry, von der hier die II/130 nach Ledeč nad Sázavou und die II/345 nach Chotěboř abzweigen. Am nördlichen Stadtrand verläuft die Bahnstrecke Znojmo–Kolín, dort liegt auch der Haltepunkt Golčův Jeníkov město.
Nachbarorte sind Ráj, Chrastice und Stupárovice im Norden, Sirákovice und Vrtěšice im Osten, Nasavrky und Olšinky im Süden, Vohančice, Budka und Římovice im Südwesten, Kozohlody im Westen sowie Podmoky im Nordwesten.

## Geschichte
Auf dem Stadtgebiet bestanden im Mittelalter zwei Dörfer unterschiedlicher Grundherrschaften – Jeníkov und Zábělčice – die in der zweiten Hälfte des 17. Jahrhunderts zusammenwuchsen. Seit dem 20. Jahrhundert ist auch Ráj Teil des zusammenhängenden Bebauungsgebiets geworden.
Der Standort des alten Dorfes Jeníkov wird entweder an der Südseite des Marktes, wo bis zu ihrer Zerstörung im Dreißigjährigen Krieg die Kirche zum hl. Kreuz stand oder am südwestlichen Stadtrand um die Margarethenkirche vermutet. An der Stelle des heutigen Schlossareals befand sich das dem Kloster Wilmzell gehörige Dorf Zábělčice.
Jeníkov wurde vermutlich im 10. Jahrhundert gegründet. Erstmals erwähnt wurde Jhenicow in der Gerlach-Chronik im Zusammenhang mit der Feier der Weihnacht 1149 durch den Olmützer Bischof Heinrich Zdik, der im folgenden Sommer verstarb. Gesichert ist die Existenz des Dorfes Jennykow in der zwischen 1344 und 1350 durch Bischof Ernst von Pardubitz erstellten Beschreibung der Diözese Prag. Wenig später ging Jeníkov an weltliche Besitzer über. Zwischen 1359 und 1360 ist Ješek Talafous als Kirchpatron in Jeníkov nachweislich; zwischen 1369 und 1376 übte Jan Talafous von Říčan das Patronat zusammen mit seiner Mutter Eliška aus. Jan Talafous, dessen Sitz seit 1372 die Feste Římovice war, verkaufte das Gut Římovice mit dem Dorf Jeníkov 1376 an Slavata von Chlum, der es an seine Burg Chlum anschloss. Im Zuge der Erbteilung mit seinen Brüdern erhielt Mstich von Chlum 1398 das Gut Římovice. Später wurde das Gut zunächst wieder mit der Herrschaft Chlum vereinigt und 1417 an die Herrschaft Podhořany angeschlossen. Während der Hussitenkriege war der Ort ein Zentrum der Aufständischen. Ab 1461 gehörte das Gut Římovice erneut zur Burg Chlum. Die Herren von Chlum bauten im 15. Jahrhundert das frühere Dorf in Konkurrenz zum klösterlichen Städtchen Willimow zu einem Handelsplatz aus und erteilten ihm Marktrechte. Ein Teil seiner Bewohner waren jüdische Händler und Handwerker. 1482 bildete Jeníkov ein landtäfliges Gut, an das das Gut Římovice angeschlossen war. In der Mitte des 16. Jahrhunderts besaß Jaroslav Trčka von Lípa († 1569) das Gut Jeníkov. Im Jahre 1580 verkaufte Albrecht Slavata von Chlum und Koschumberg das Gut Jeníkov an Wenzel Robenhaupt von Sucha, der kurz zuvor Besitzer von Zábělčice geworden war und beide Güter vereinigte.
Wenig später erwarb Johann Libeniczký von Wrchowisst auf Libenice die Herrschaft Jeníkov, ihm folgte Wratislaw Libeniczký von Wrchowisst († 1598). Nachfolgender Besitzer von Jeníkov war sein Schwiegersohn Heřman von Říčan, er wurde 1601 von Zdislav Dobrženský von Dobrženitz ermordet. Das älteste Siegel stammt von 1604; es zeigt ein seitlich von zwei Kelchen umgebenes Rathaus mit Turm und trägt sie Umschrift Pecžet Miestis Genikowa. Während des Dreißigjährigen Krieges litt Jeníkov durch seine Lage am Haberner Landessteig unter Truppendurchzügen, Verwüstungen und Plünderungen. 1618 zogen die Truppen des Generals Bucquoy auf dem Weg von Deutschbrod nach Čáslav durch das Städtchen und lagerten bei Bratčice; Jeníkov wurde dabei gebrandschatzt. Nach der Schlacht am Weißen Berg wurden die Güter der Herren von Říčan konfisziert. Nächster Besitzer war von 1632 bis 1636 Jan Rudolf Trčka von Lípa. Nach der Konfiszierung dessen Besitzes erhielt der Generalfeldzeugmeister Martin Maximilian von der Goltz für seine Verdienste die Herrschaft Genikow mit den zugehörigen 15 Dörfern als kaiserliches Geschenk. Von der Goltz überschrieb die Herrschaft 1638 seiner Frau Maria Magdalena Juliana, geb. Opsinnig genannt Roë. Diese kaufte im selben Jahr die Feste Nové Vohančice mit einem Meierhof, dem Dorf Římovice mit einem Meierhof, dem Dorf Leškovice mit einem Meierhof sowie den Dörfern Kobylí Hlava und Rybníček hinzu. 1639 verwüsteten die Schweden unter General Banér das Städtchen. Von der Goltz ließ den Ort wieder aufbauen und das Rathaus errichten. Während dieser Zeit entstand der Doppelname Goltz-Ienikau, aus dem sich um 1720 die Bezeichnung Goltsch-Jenikau / Golčův Jeníkov entwickelte. Um 1650 erwarb Maria Magdalena von der Goltz auch das benachbarte Gut Hostačov und schloss es an Jenikau an. In den Jahren 1650 bis 1653 entstand in Zábělčice neben der alten Feste Staré opatství eine neue Turmfeste im frühbarocken Stil. Die Ruine der Kreuzkirche wurde nach 1650 abgebrochen. Zusammen mit seiner Frau betrieb von der Goltz eifrig die Rekatholisierung der utraquistischen Bewohner und holte 1652 einige Jesuiten aus Kuttenberg nach Jenikau, denen er die Güter Sirákovice und Spytice überließ. Aus der berní rula geht hervor, dass die Herrschaft Jenikau im Jahre 1654 aus dem Städtchen Jenikau sowie den Dörfern Frýdnava, Kobylí Hlava, Klucké Chválovice, Kozohlody, Leškovice, Mnichov, Podmoky, Přibyslavice, Rašovice, Římovice, Rybníček, Skryje, Stupárovice, Vlkaneč und Žandov bestand. 1657 erteilte König Leopold I. dem Städtchen das Privileg für zwei Jahrmärkte.

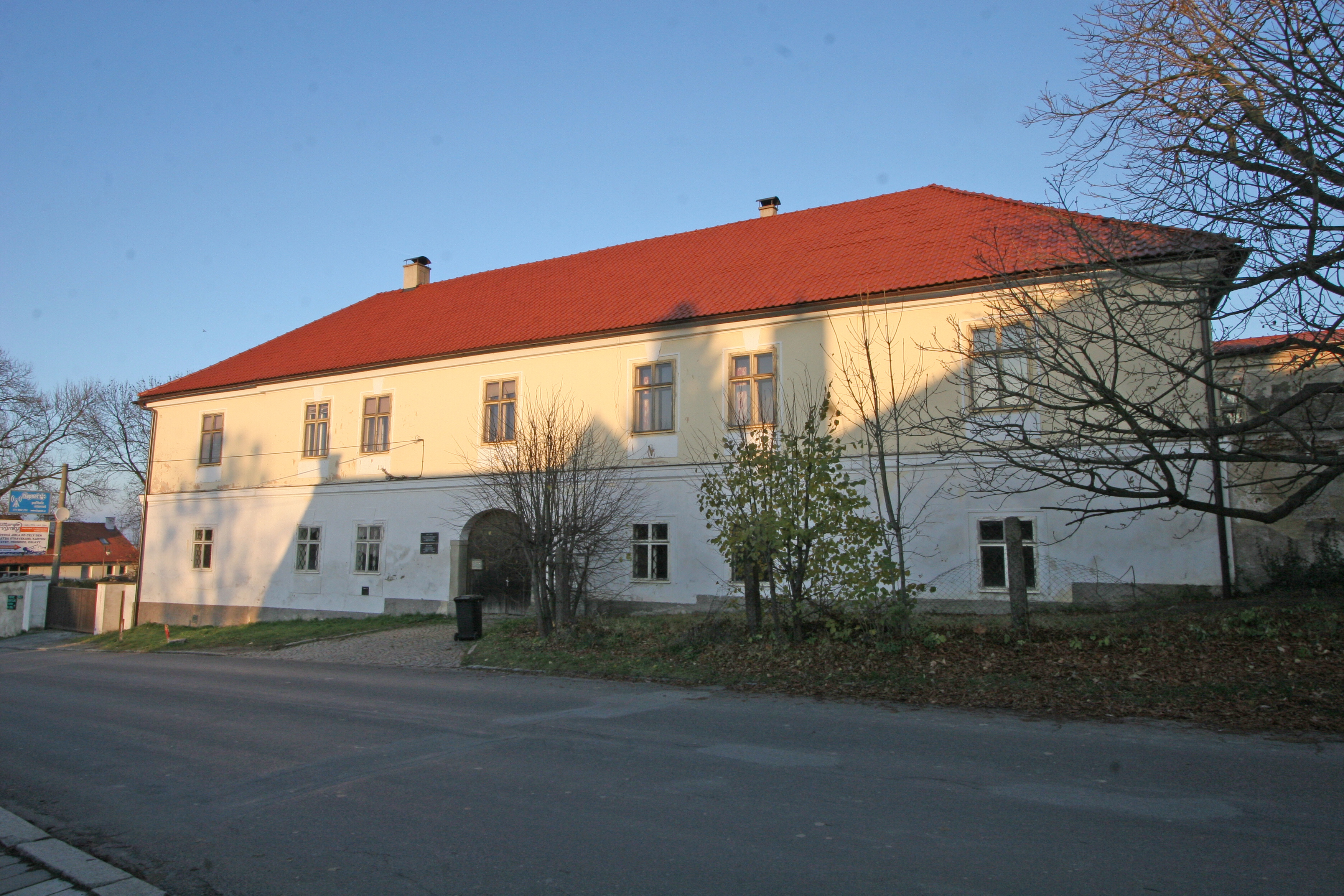
Altes Schloss

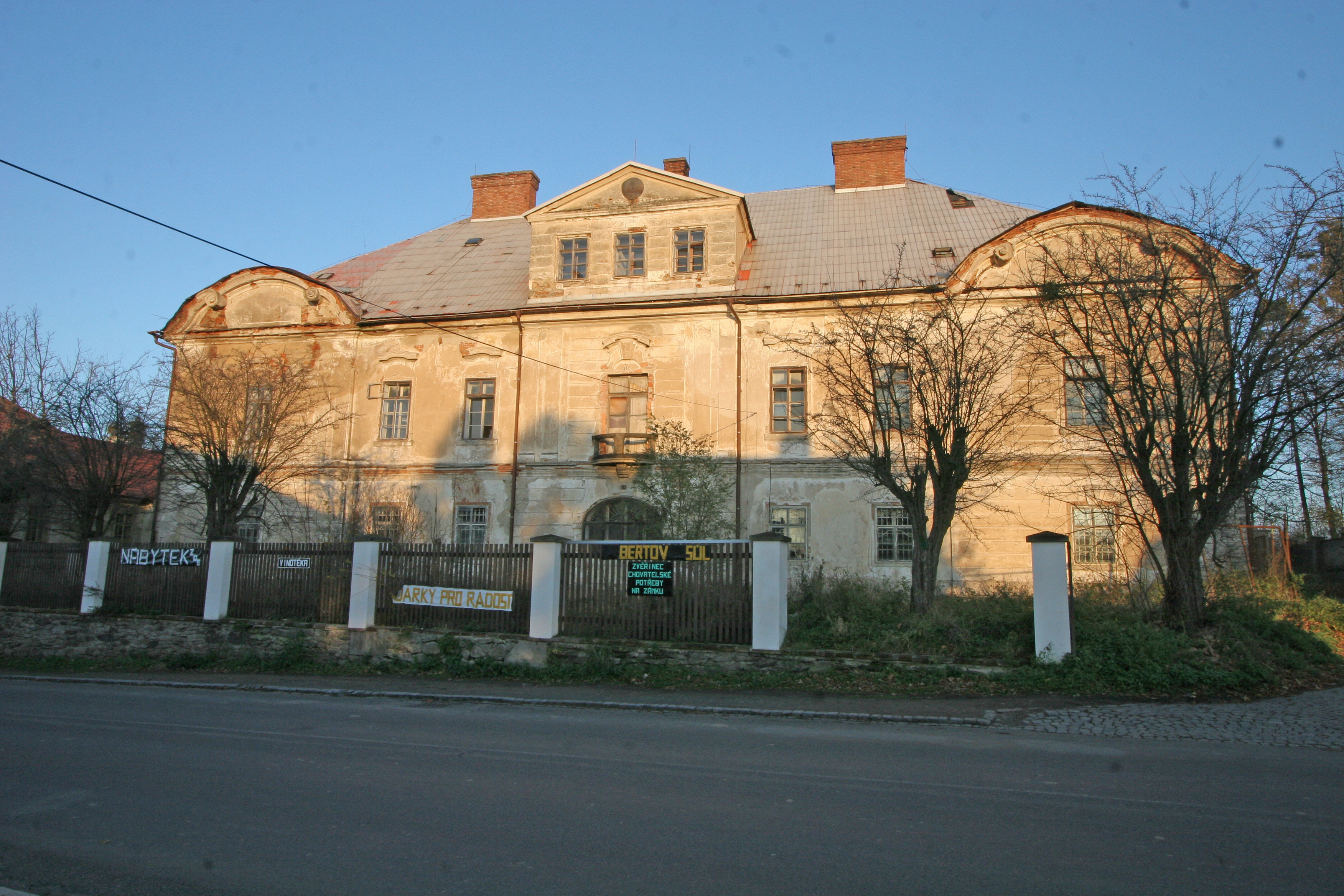
Neues Schloss

Nachdem 1653 Freiherr von der Goltz und vier Jahre später seine Frau ohne Nachkommen verstarben, erbte deren Neffe Johann Dietrich von Ledebur den Besitz mit der Auflage, einen Glockenturm zu errichten und der Jesuitenresidenz jährlich 1000 Rheinische Gulden zu zahlen. Ledebur kaufte 1659 die Güter Zvěstovice, Sirákovice und Spytice hinzu. Nach dem von Ledebur 1672 von den Jesuiten nach 16-jährigem Streit gerichtlich zur Einhaltung des Goltzschen Vermächtnisses gezwungen wurde, verkaufte er die Herrschaft umgehend an Barbara Eusebia Gräfin Caretto-Millesimo, geborene Zdiarsky von Zdiar. Deren Ehemann Karl Leopold Caretto-Millesimo führte die Herrschaft durch Misswirtschaft in den Ruin. Im Jahre 1686 wurde die Herrschaft unter seinen Gläubigern in mehrere Güter aufgeteilt. Karl Leopolds Söhnen verblieb nur das Städtchen Jeníkov mit dem Dorf Frýdnava und dem Meierhof Radoňov. Wenzel Ferdinand Caretto-Millesimo verkaufte Jeníkov schließlich 1692 an den Grafen von Arco, der 1686 schon das Gut Vohančice an sich gebracht hatte. Jeníkov und Zábělčice waren zu dieser Zeit zu einer Einheit verschmolzen.
In den nachfolgenden Jahren wechselten die Besitzer oftmals. Ab 1708 gehörte das Gut Peter Straka von Nedabylic, anschließend dessen Schwiegersohn Freiherr von Schönowetz, danach den Herren Dohalský von Dohalice und schließlich Ambrosius Franz von Virmont. Als dessen Witwe Maria im Jahre 1747 in der Landtafel als Besitzerin des Gutes Goltsch-Jenikau eingeschrieben wurde, war das Gut Hostačov wieder mit diesem verbunden. Ebenso 1759, als ihr Schwiegersohn Anton Corfiz Ulfeldt beide Güter übernahm. Später wurde das Gut Hostačov gänzlich mit Goltsch-Jenikau vereinigt. 1766 verkaufte Ulfeldt das Gut Goltsch-Jenikau an Philipp Krakovský von Kolowrat († 1773). Die Vormünder seines minderjährigen Sohnes Leopold ließen zwischen 1774 und 1775 das alte Schloss zum Verwaltungssitz umbauen und eine Tabakmanufaktur errichten, die bis 1812 bestand. Nach der Aufhebung des Jesuitenordens überließ Königin Maria Theresia 1775 den ehemaligen jesuitischen Besitz mit den Gütern Sirákovice und Spytice für 20.000 Gulden an Leopold Krakovský von Kolowrat. Im selben Jahre erfolgte der Ankauf des Gutes Neudorf mit Hüttenhöfel. Leopold Krakovský von Kolowrat, der mit Erreichen der Volljährigkeit 1782 den Besitz antrat, begründete in Goltsch-Jenikau die erste Nadelfabrik Europas und führte den Anbau von Luzerne, Klee und Kartoffeln ein. 1783 erfolgte die Erhebung der Pfarrkirche zur Dekanatskirche. Am 21. Oktober 1784 wurden die halbe Stadt, darunter das Dekanatsgebäude, die Lorettokapelle und der Glockenturm, durch einen Brand zerstört. Im Jahre 1787 gehörten zur Herrschaft Goltz Jenikau und Hostacžow der Marktflecken Goltz Jenikau mit Wohancžicz sowie die Ortschaften Rag, Kobyly hlava, Chlumek, Rybnicžek, Radionow, Lhota, Nowa Wes, Wokrauhlik, Ržimowitz, Budka, Wlkanecž, Stuparowitz, Rag, Chrastitz, Hostacžow, Zwiestowicze, Skrey, Křzemen, Spititz, Sirakowicz, Friedenau sowie Philippshof oder Schindloch. In Goltz Jenikau selbst standen 144 christliche und 30 Judenhäuser.
Während der Napoleonischen Kriege sammelte Erzherzog Ferdinand nach der Niederlage bei Ulm Ende 1805 in Goltsch-Jenikau die österreichische Ersatzarmee und trieb die französischen und bayerischen Truppen von Habern nach Iglau zurück. 1809 wurde in Goltsch-Jenikau ein Militärlazarett eingerichtet, in dem wenig später der Typhus ausbrach. Südwestlich der Stadt wurde deshalb ein Militärfriedhof angelegt. Als 1813 Verwundete der Schlacht bei Kulm in dem Lazarett untergebracht wurden, kam es zu einer weiteren Typhusepidemie.
Nach dem Tode des Oberstkanzlers Leopold Krakovský von Kolowrat brach 1809 ein Erbstreit aus, der bis 1817 anhielt und dem Ort den Niedergang brachte. Die Nadelfabrik ging ein, und die Tabakmanufaktur wurde nach Sedletz bei Kuttenberg verlegt. 1817 kaufte die Tochter Kolowrats, Aloysia von Herberstein-Moltke, schließlich die Herrschaft für 1029 Gulden. Otto Freiherr von Eger, der Vormund ihres minderjährigen Sohnes Otto von Herberstein-Moltke ließ in den Jahren 1827 bis 1828 die Tabakfabrik zum Verwaltungssitz herrichten, dabei erfuhr sie als das so genannte Neue Schloss eine klassizistische Neugestaltung und wurde mit einem Englischen Park umgeben. 1830 veräußerte er die Herrschaft an Theresia von Trautmansdorff, geb. Nádasdy. Sie gründete die Schlossbrauerei. Zwischen 1834 und 1836 erfolgte der Abriss des alten Feste. 1838 kaufte Friedrich Ritter von Neupauer die Herrschaft Goltsch-Jenikau. Ein Jahr später erteilte König Ferdinand V. Goltsch-Jenikau das Privileg für sechs Jahrmärkte, in der Urkunde wurde es als Stadt bezeichnet. Neupauer vergrößerte die Herrschaft um Güter des ehemaligen Klosters Vilémov.
Nach der Aufhebung der Patrimonialherrschaften bildete Goltsch-Jenikau ab 1849 eine Marktgemeinde im Gerichtsbezirk Habern. Ab 1868 gehörte der Ort zum Bezirk Časlau. 1869 hatte Golčův Jeníkov (incl. Olšinky und Ráj) 2996 Einwohner und bestand aus 306 Häusern. In diesem Jahr fuhr der erste Zug der Österreichischen Nordwestbahn auf der Strecke von Kolín nach Goltsch-Jenikau, 1870 wurde der Betrieb zwischen Deutschbrod und Goltsch-Jenikau aufgenommen. 1871 wurde die Synagoge errichtet. Im Jahre 1900 lebten in Golčův Jeníkov (incl. Olšinky und Ráj) 2522 Menschen, 1910 waren es 2547. Am 13. Februar 1913 wurde Goltsch-Jenikau zur Stadt erhoben. Bereits in den Jahrhunderten zuvor war der Ort in Urkunden als Stadt tituliert worden, obwohl er zu dieser Zeit noch keine Stadtrechte besaß. 1930 hatte Golčův Jeníkov (incl. Olšinky und Ráj) 2289 Einwohner und bestand aus 389 Häusern. Seit der Gebietsreform von 1960 gehört die Stadt zum Okres Havlíčkův Brod. 1961 erfolgte die Eingemeindung von Kobylí Hlava, Nasavrky (mit Vrtěšice), Podmoky, Ráj und Římovice. Zu Beginn des Jahres 1989 wurden noch Skryje (mit Chrastice, Hostačov, Sirákovice und Stupárovice) eingemeindet. Podmoky, Skryje, Chrastice und Hostačov lösten sich im November 1990 wieder los. Beim Zensus von 2001 lebten in den 882 Häusern der Gemeinde 2604 Personen, davon 2195 in Golčův Jeníkov, Olšinky und Ráj (659 Häuser), 75 in Kobylí Hlava (52 Häuser), 84 in Nasavrky (32 Häuser), 72 in Římovice (35 Häuser), 85 in Sirákovice (55 Häuser), 72 in Stupárovice (32 Häuser) und 21 in Vrtěšice (17 Häuser).

## Stadtgliederung
Die Stadt Golčův Jeníkov besteht aus den Ortsteilen Golčův Jeníkov (Goltsch-Jenikau), Kobylí Hlava (Kobilihlawa), Nasavrky (Nasaberg), Římovice (Rzimowitz), Sirákovice (Sirakowitz), Stupárovice (Stuparowitz) und Vrtěšice (Wrtieschitz), die zugleich auch Katastralbezirke bilden. Grundsiedlungseinheiten sind Dolík, Golčův Jeníkov, Kobylí Hlava, Nasavrky, Olšinky I, Olšinky II, Římovice, Sirákovice, Stupárovice und Vrtěšice. Zu Golčův Jeníkov gehören zudem die Ansiedlungen Budka, Chlumek, Hajárna, Jezuitský Mlýn, Lucký Mlýn, Ráj, Statek und Vohančice.

## Sehenswürdigkeiten
- Dekanatskirche des hl. Franziskus, erbaut 1827 – 1829 unter Otto von Herberstein im Empirestil[7]
- Jüdischer Friedhof
- Glockenturm, Wahrzeichen der Stadt. Der erste Glockenturm wurde 1660 – 1665 durch Johann Dietrich von Ledebur in Ausführung des Goltzschen Vermächtnisses erbaut. Auf den Grundmauern des alten Turmes ließ der Grundherr Leopold Krakovský von Kolowrat 1785 den heutigen barocken Turm errichten.[8]
- Altes Schloss, erbaut 1774–1775 für Leopold Krakovský von Kolowrat. Nach der Fertigstellung des Neuen Schlosses verlor es seine Funktion als Verwaltungssitz der Herrschaft und wurde zum Wohnhaus umgebaut. Heute befindet sich darin die Gaststätte Na zámku.[9]
- Neues Schloss, das Bauwerk entstand 1774-1775 unter Leopold Krakovský von Kolowrat als Tabakfabrik und diente während der Napoleonischen Krieges als Militärlazarett. Otto von Herberstein ließ das Gebäude in den Jahren 1827-1828 zum neuen Verwaltungssitz der Herrschaft umbauen. Seitdem wird es als Neues Schloss bezeichnet.[10]
- Synagoge
- Friedhofskirche St. Margarethen, sie wurde 1905 anstelle eines im Jahre 1800 wegen Baufälligkeit abgebrochenen Vorgängerbaus aus dem 13. Jahrhundert, der seit 1650 als Pfarrkirche diente, errichtet.[11]
- Jesuitenresidenz, der 1657 vollendete Renaissancebau war von 1673 bis 1880 war die Wirkungsstätte von Bedřich Bridel. Außerdem lebten u. a. Stanislav Vydra, Antonín Koniáš, Josef Teichel und Šebestián Šedivý in der Residenz. Nach der Aufhebung des Jesuitenordens im Jahre 1773 diente das Bauwerk als Pfarrhaus und später als Dekanatsgebäude.[12]
- Feste Jeníkov, errichtet 1650–1653 für Martin Maximilian von der Goltz neben der wüsten Feste Zábělčice
- Loretto-Kapelle
- Wüste Burg Červenice, östlich von Vrtěšice auf einem Sporn über dem Tal der Váhanka
- Militärfriedhof aus der Zeit der Napoleonischen Kriege, an der Straße nach Kobylí Hlava

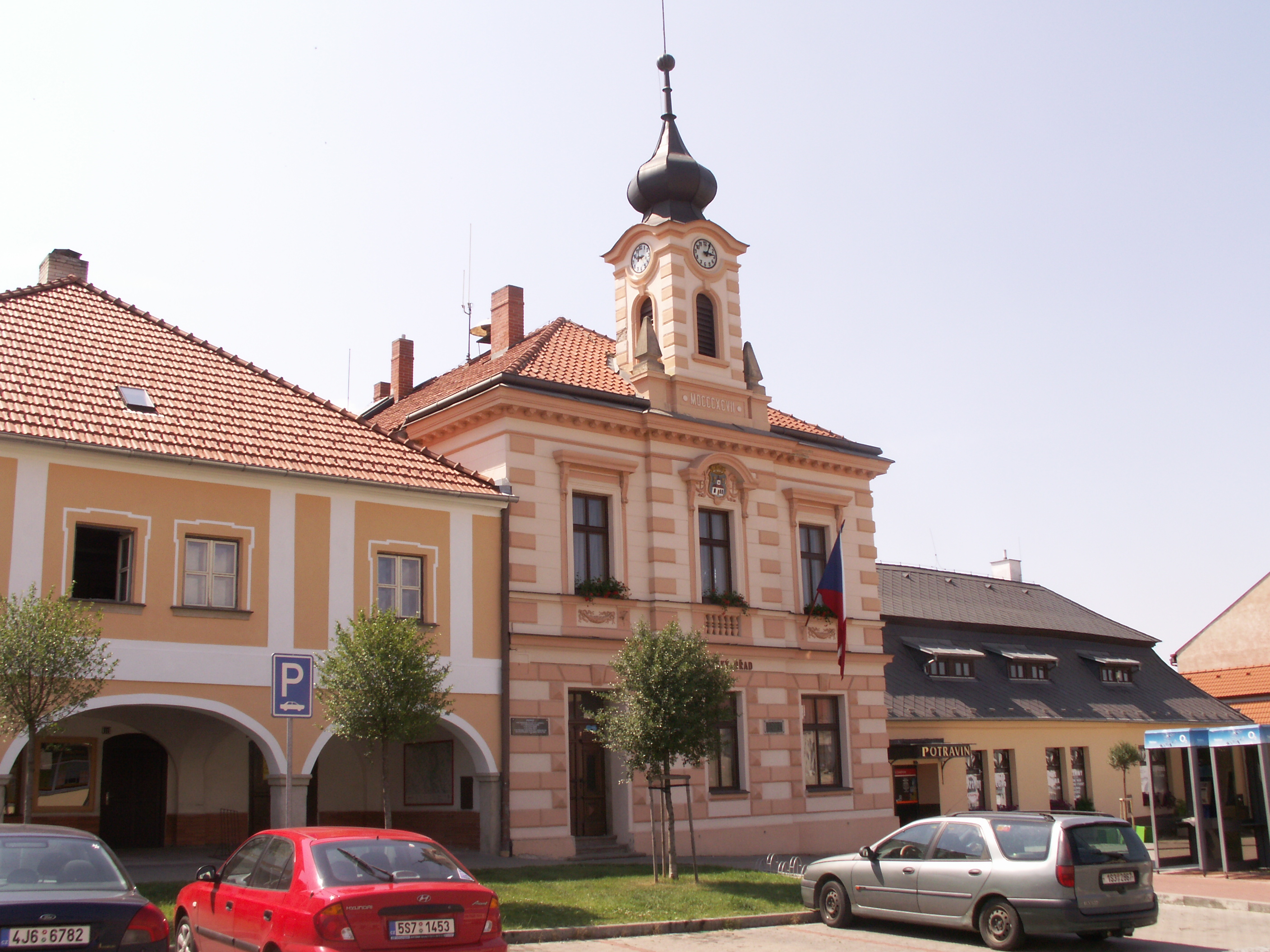
Rathaus
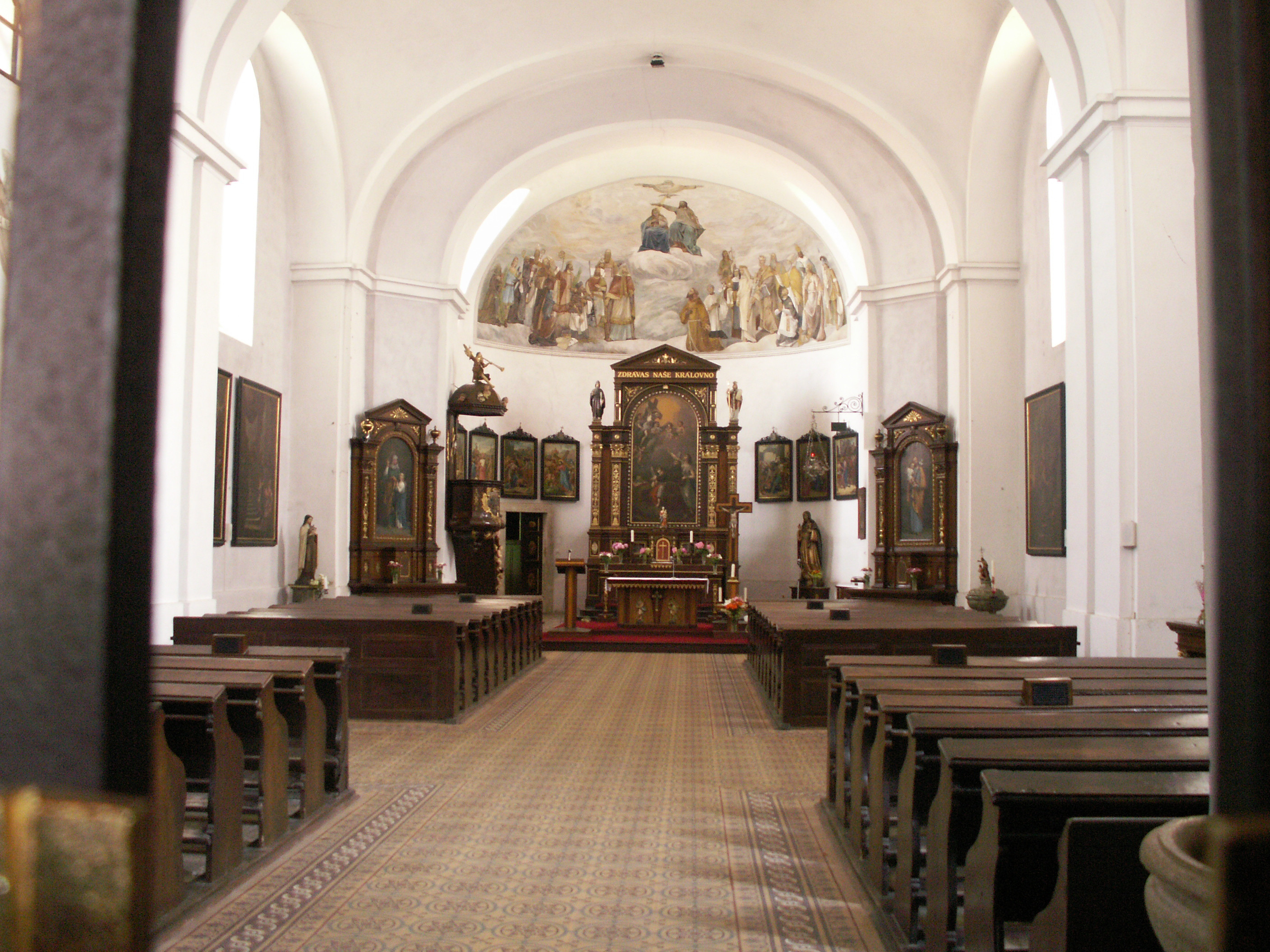
St. Franz Seraphim
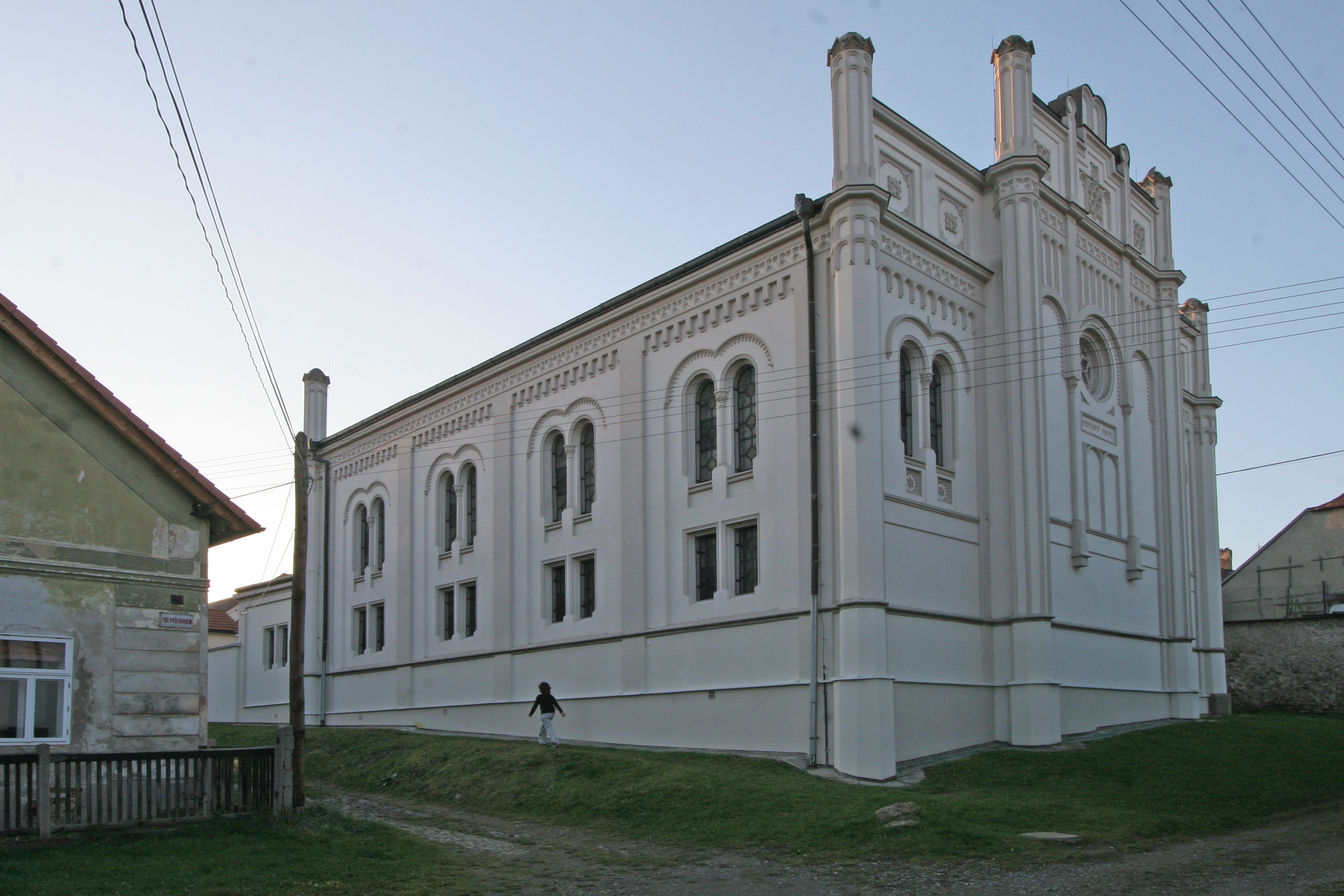
Synagoge

## Söhne und Töchter der Stadt
- Ignaz Franz Schrecker (1834–1888), österreichischer Hoffotograph
- Zsigmond Kornfeld (1852–1909), österreichischer Bankier und Industrieller
- Oskar Kosta (1888–1973), tschechoslowakischer Übersetzer, Dichter und Publizist
- Friedrich Thieberger (1888–1958), österreichischer Religionsphilosoph und Judaist
- Gertrude Urzidil (1898–1977), deutschsprachige Dichterin
- Zbyněk Šidák (1933–1999), tschechischer Mathematiker
- Jarmila Kratochvílová (* 1951), tschechische Leichtathletin